# Rusești, Alba
Rusești este un sat în comuna Albac din județul Alba, Transilvania, România. La recensământul din 2002 avea o populație de 68 locuitori.